# Kenderkefű
A kenderkefű (Galeopsis) az ajakosvirágúak rendjébe és az árvacsalánfélék családjába tartozó nemzetség.

## Hatóanyagai
Kivonata, a galeopsidis herba, kovasavat, keserű anyagot, illóolajat, cseranyagot, neutrális szaponint, savanyú szaponint, zsírt, viaszt, gyantát, pektint tartalmaz.

## Fajok
- keskenylevelű kenderkefű (Galeopsis angustifolia Ehrh. ex Hoffm.)
- Galeopsis bifida Boenn.
- Galeopsis ladanum L.
- Galeopsis nana Otsch.
- Galeopsis pubescens Besser
- Galeopsis pyrenaica Bartl.
- Galeopsis reuteri Rchb.f.
- Galeopsis rivas-martinezii Mateo & M.B.Crespo
- Galeopsis segetum Neck.
- nagyvirágú kenderkefű (Galeopsis speciosa Mill.)
- Galeopsis tetrahit L.